# SMS Prinz Adalbert (1901)
Броненосный крейсер «Принц Адальберт» (нем. SMS Prinz Adalbert) — Броненосный крейсер, головной корабль типа «Принц Адальберт» германского императорского флота времён Первой мировой войны.

## Конструкция

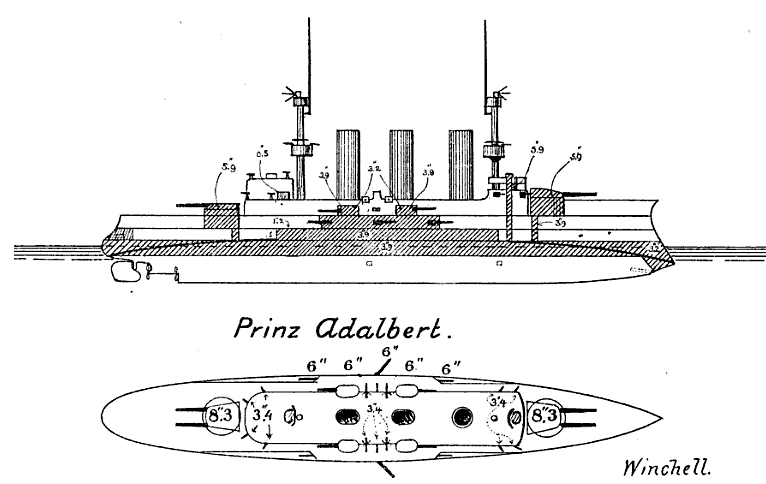
Броненосные крейсера типа «Принц Адальберт». Схема бронирования.

Корпус крейсеров делился водонепроницаемыми переборками на 14 основных отсеков. Двойное дно шло на протяжении 60 % длины. Корпус кораблей набирался по смешанной системе набора.

### Вооружение
Традиционный для многих кораблей того времени недостаток: нижний ярус центрального каземата располагался слишком низко, его орудия заливались при умеренном волнении моря.

### Гибель
В июле британская подлодка E9 под командованием капитана 3-го ранга Макса Хортона повредила броненосный крейсер. Царь Николай II наградил командира Георгиевским крестом IV степени.
В октябре 1915 года E8 (лейтенант-коммандер Гудхарт, англ. Francis Goodhart) вышла на позицию у Либавы, и 23 октября 1915 года Гудхард обнаружил броненосный крейсер, только что вышедший из ремонта, в сопровождении двух эсминцев, шедший по створу либавских маяков между двумя полосами немецких минных заграждений. Пропустив эсминцы, Гудхард выстрелил единственную торпеду с 5 кабельтовых, которая попала в район носовых артиллерийских погребов. Взрыв был такой силы, что сама E8, потеряв управление, оказалась вышвырнутой на поверхность из-под воды. На миноносцах в этот момент все резко повернули головы к тому месту, где только что был крейсер, и тем самым лодка избежала обнаружения. Из экипажа крейсера спаслись трое моряков. Погибли 672. С начала Первой мировой немецкий флот не нёс таких потерь на Балтике. Капитан-лейтенант Гудхард за эту атаку был награждён орденом Св. Георгия IV степени.